# Пошта Кот-д'Івуару
Пошта Кот-д'Івуару (фр. La Poste de Côte d'Ivoire) — національний оператор поштового зв'язку Кот-д'Івуару зі штаб-квартирою в Абіджані. Є державним підприємством та підпорядковується уряду Кот-д'Івуару. Член Всесвітнього поштового союзу.

## Історія
Основні дати, які можна визначити в її історії:
- 7 серпня 1862: відкриття першого поштового відділення.
- 1945: Створення першої поштової та телекомунікаційної адміністрації (фр. APT).
- 1961: Прийом Кот-д'Івуару до Всесвітнього поштового союзу.
- 1979: Управління пошти та телекомунікацій перетворено на Офіс пошти та телекомунікацій (фр. OPT) з двома незалежними генеральними управліннями: Поштовим відділенням та Управлінням зв'язку.
- 1980: Прийом поштового відділення Кот-д'Івуару до Панафриканського поштового союзу.
- 1984: OPT розпадається, народжуючи дві різні громадські організації: 
  - ONP: Національне поштове відділення.
  - ONT: Національне управління телекомунікацій.
- 1990: Держава реорієнтує діяльність своїх установ до приватного управління.

## Організація
Пошта має 197 відділень, розкиданих по всій території Кот-д'Івуару, має дев'ять регіональних управлінь.